# 内格拉尔
内格拉尔（義大利語：Negrar），是意大利威尼托大区维罗纳省的一个市镇。总面积40.52平方公里，人口17207人，人口密度424.7人/平方公里（2009年）。国家统计（ISTAT）代码为023052。